# Helge Leiberg
Helge Leiberg (* 27. Oktober 1954 in Dresden) ist ein deutscher Maler, Bildhauer und Performer.

## Leben und Wirken

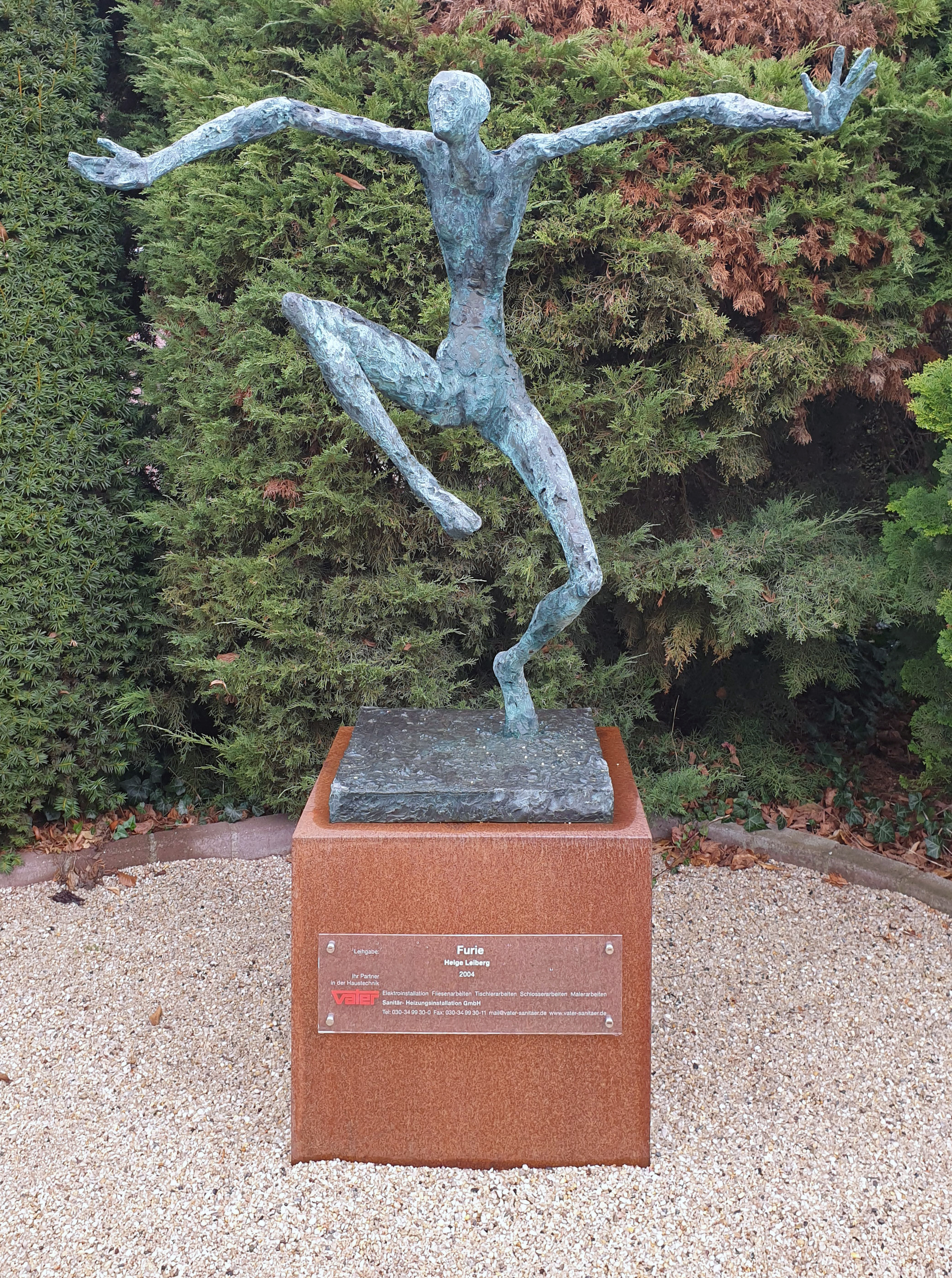
Furie, Waldmeisterstraße 20, in Berlin-Grunewald

Leiberg studierte nach einer Lehre als Positiv-Retuscheur zwischen 1973 und 1978 bei Gerhard Kettner an der Hochschule für Bildende Künste Dresden. Er war dann als Mitglied des Verbands Bildender Künstler der DDR, dessen Arbeitsgruppe Junge Künstler des Bezirks Dresden er leitete, in Dresden freiberuflich tätig. Er beschäftigte sich mit der Kombination verschiedener Medien (Musik, Film, Tanz, bildende Kunst). Mit Michael Freudenberg (* 1949) und A. R. Penck gründete er 1979 eine Malerband und begann die bis heute währende Zusammenarbeit mit dem Gitarristen Lothar Fiedler. Leiberg bemalte auch Super-8-Filme, die später bei Performances auf Tanzende projiziert wurden. 1984 zog er in die Bundesrepublik Deutschland, wo er auch durch seine Kunstbücher und durch Buchillustrationen für die Büchergilde Gutenberg bekannt wurde. Seit 1994 widmete er sich verstärkt plastischen Arbeiten in Terracotta bzw. Bronze. 1990 gründete er die Performance-Gruppe GOKAN mit der Tänzerin Fine Kwiatkowski und den Musikern Lothar Fiedler und Dietmar Diesner, bei der er zunehmend zum von ihm entwickelten Noise-Painting überging. Er führte weiterhin Performances mit Christa Wolf durch.
Leiberg hatte zahlreiche Einzelausstellungen, u. a. in der Galerie Borchardt, Hamburg, der Galerie Epikur, Wuppertal, und der Kunsthalle Brennabor in Brandenburg. Er stellte auch auf der 2. Biennale Peking 2005 aus. Arbeiten von Leiberg befinden sich beispielsweise in folgenden Museen und öffentlichen Sammlungen: Berlinische Galerie, Stiftung Preußischer Kulturbesitz, Kupferstichkabinett Dresden, Herzog August Bibliothek, Kulturfond Freistaat Sachsen, Galerie Noah im Glaspalast Augsburg, Klingspor-Museum, Stiftung Kunstforum der Berliner Volksbank, Sammlung Würth und Getty Museum, New York.
Seine Tochter Alma ist Schauspielerin.

## Soziales Engagement
Nach den tragischen Ereignissen des 11. September 2001 war Leiberg spontan bereit einen Buddy Bären zu gestalten, der im Beisein des Künstlers – als Geschenk der Stadt Berlin an die Stadt New York – im Mai 2002 im Bowling Green Park im Süden Manhattans enthüllt und aufgestellt wurde. Seit 2004 steht dieser Bär in der Residenz der Deutschen Botschaft in Washington.

## Auszeichnungen

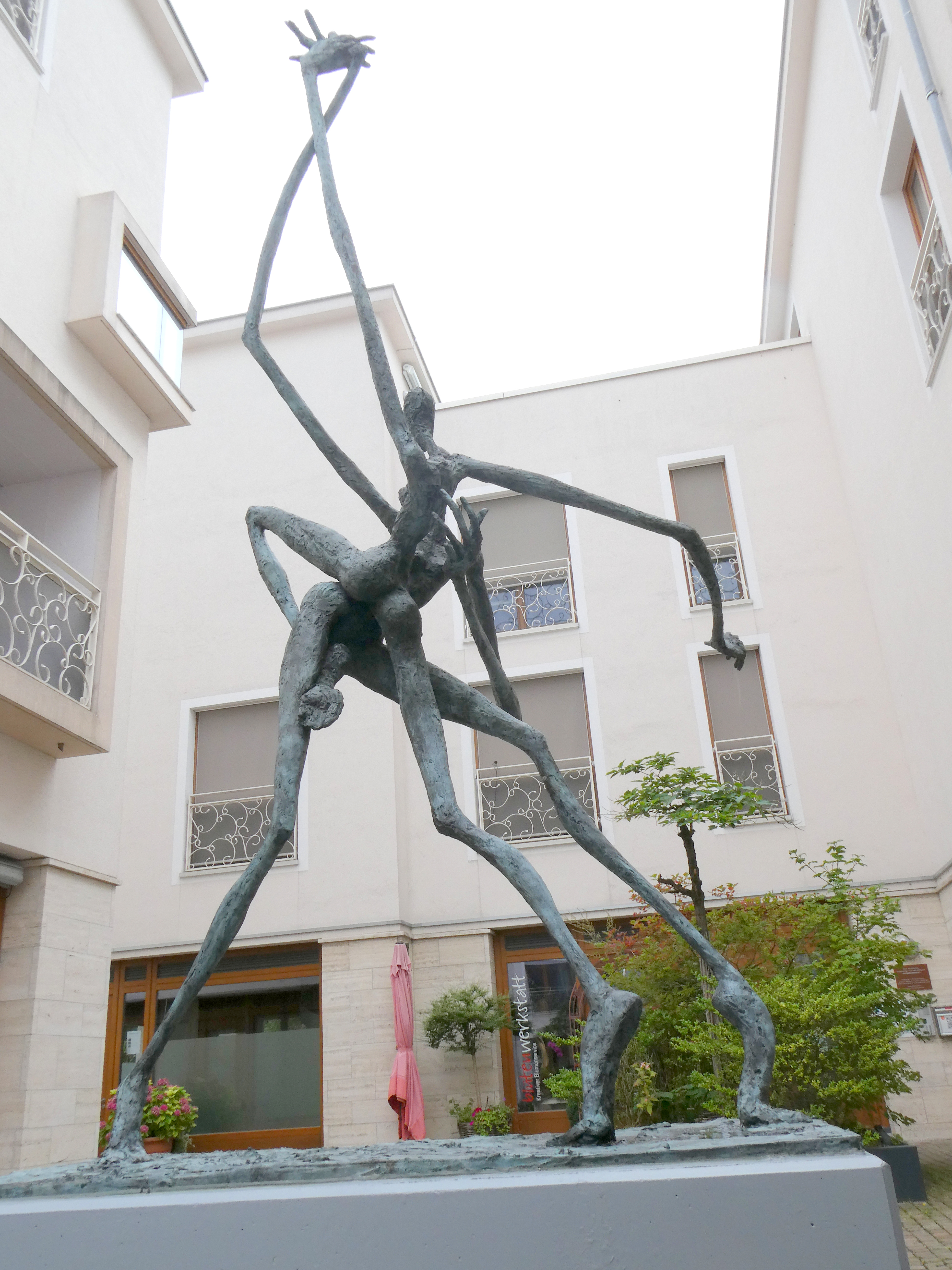
Circulo Virtuosi, 2011, Auflage 6, Bronze, in Eschborn

- 2013: Brandenburgischer Kunstpreis (Malerei)

## Ausstellungen in der DDR (Auswahl)
- 1979: Dresden, Bezirkskunstausstellung
- 1979: Berlin, Ausstellungszentrum am Fernsehturm („Die Buchillustrationen in der DDR. 1949 – 1979“)
- 1980: Frankfurt/Oder, Sport- und Ausstellungszentrum („Junge Künstler der DDR “)
- 1982/83: Dresden, IX. Kunstausstellung der DDR
- 1983: Berlin und weitere Städte („100 ausgewählte Grafiken“)